# Irma Heijting-Schuhmacher
Irma Heijting-Schuhmacher, född 24 februari 1925 i Ginneken en Bavel, död 8 januari 2014 i Berkeley Vale, var en nederländsk simmare.
Hon blev olympisk silvermedaljör på 4 x 100 meter frisim vid sommarspelen 1952 i Helsingfors.